# Polska Hokej Liga
Die Polska Hokej Liga (PHL) (früher: Ekstraliga) ist die höchste professionelle Spielklasse im polnischen Eishockey. Die Liga wurde 1955 als Ekstraklasa gegründet und 1999 in Ekstraliga umbenannt. Rekordmeister ist Podhale Nowy Targ mit 19 Meistertiteln, gefolgt von Cracovia mit zwölf Titeln.

## Modus
In der Saison 2019/20 gehören elf Teams zur Polska Hokej Liga. Zunächst wird eine Vorrunde als Einfachrunde mit Hin- und Rückspiel ausgetragen. Anschließend folgt eine getrennte Zwischenrunde (Top-6-Mannschaften sowie Platz 7 bis Platz 11) unter Mitnahme der Vorrundenergebnisse. Die 6 Mannschaften der oberen und die zwei besten Mannschaften der unteren Zwischenrunde spielen in den Play-offs um den polnischen Meistertitel. In den Play-downs wird parallel der Absteiger in die I liga ausgespielt.

## Teams 2022/23
- GKS Katowice
- JKH GKS Jastrzębie
- KS Cracovia
- Podhale Nowy Targ
- Unia Oświęcim
- KH Sanok
- Zagłębie Sosnowiec
- GKS Tychy
- KS Toruń

## Meister der Liga
- 1956: Legia Warschau
- 1957: Legia Warschau
- 1958: Górnik Katowice
- 1959: Legia Warschau
- 1960: Górnik Katowice
- 1961: Legia Warschau
- 1962: Górnik Katowice
- 1963: Legia Warschau
- 1964: Legia Warschau
- 1965: GKS Katowice
- 1966: Podhale Nowy Targ
- 1967: Legia Warschau
- 1968: GKS Katowice
- 1969: Podhale Nowy Targ
- 1970: GKS Katowice
- 1971: Podhale Nowy Targ
- 1972: Podhale Nowy Targ
- 1973: Podhale Nowy Targ
- 1974: Podhale Nowy Targ
- 1975: Podhale Nowy Targ
- 1976: Podhale Nowy Targ
- 1977: Podhale Nowy Targ
- 1978: Podhale Nowy Targ
- 1979: Podhale Nowy Targ
- 1980: Zagłębie Sosnowiec
- 1981: Zagłębie Sosnowiec
- 1982: Zagłębie Sosnowiec
- 1983: Zagłębie Sosnowiec
- 1984: Polonia Bytom
- 1985: Zagłębie Sosnowiec
- 1986: Polonia Bytom
- 1987: Podhale Nowy Targ
- 1988: Polonia Bytom
- 1989: Polonia Bytom
- 1990: Polonia Bytom
- 1991: Polonia Bytom
- 1992: Unia Oświęcim
- 1993: Podhale Nowy Targ
- 1994: Podhale Nowy Targ
- 1995: Podhale Nowy Targ
- 1996: Podhale Nowy Targ
- 1997: Podhale Nowy Targ
- 1998: Unia Oświęcim
- 1999: Unia Oświęcim
- 2000: Unia Oświęcim
- 2001: Unia Oświęcim
- 2002: Unia Oświęcim
- 2003: Unia Oświęcim
- 2004: Unia Oświęcim
- 2005: GKS Tychy
- 2006: KS Cracovia
- 2007: Podhale Nowy Targ
- 2008: Cracovia Krakau
- 2009: Cracovia Krakau
- 2010: Podhale Nowy Targ
- 2011: KS Cracovia
- 2012: Ciarko PBS Bank Sanok
- 2013: KS Cracovia
- 2014: Ciarko PBS Bank Sanok
- 2015: GKS Tychy
- 2016: KS Cracovia
- 2017: KS Cracovia
- 2018: GKS Tychy
- 2019: GKS Tychy
- 2020: GKS Tychy
- 2021: JKH GKS Jastrzębie
- 2022: GKS Katowice
- 2023: GKS Katowice
- 2024: Unia Oświęcim

Siehe hierzu auch: Polnischer Meister (Eishockey)